# Палдрок, Александр
Александр Палдрок (эст. Aleksander Paldrok, до 1936 года  Aleksander Paldrock, 16 мая 1871, Приход Кавасту — 1 июля 1944, Курессааре) — эстонский учёный-медик и военный деятель, генерал-майор, академик АН Эстонии (1938).

## Биография
Родился в купеческой семье Карла и Энн Палдрок.
Учился на медицинском факультете Тартуского университета (1890—1895). В 1898 году защитил докторскую диссертацию «Zur Entwickelungsgeschichte der Dickdarmbrueche».
С 1904 года работал в Тарту, доцент, вёл исследования по дерматологии и кожно-венерическим заболеваниям.
Когда началась русско-японская война, ему пришлось прервать свою научную деятельность и поступить на военную службу.
С 1910 по 1912 год работал врачом за границей. В 1915 году был назначен доцентом кожных и венерических заболеваний, а через два года — экстраординарным профессором. В 1919 году он стал профессором кафедры дерматологии и венерологии. За самоотверженную работу в области военного здравоохранения правительство Эстонской республики в 1920 году присвоило Палдроку звание генерал-майора.
После войны за независимость Эстонии проф. Палдрок вернулся на службу в Тартуский университет и с 1921 года также возглавлял дерматологическую поликлинику.
При организации Академии наук Эстонии был назначен в действительные члены (1938).
Получил международную известность благодаря своим исследованиям в лечении проказы с использованием газированных препаратов снега и золота. Он был трижды номинирован на Нобелевскую премию по медицине. Деятельность Палдрока была оценена присуждением учёной степени Академии естественных наук Галле, избранием почётным президентом Французского всемирного общества лепрологов и назначением почётным членом шведских и российских обществ врачей. От венгерского правительства Палдрок получил орден за свою научную работу.
Умер 1 июля 1944 года в Курессааре от кровоизлияния в мозг и похоронен на кладбище Кудьяпе на Сааремаа.
Был известным германофилом и коллекционером анекдотов.